# Екстракт малоросійських прав
«Екстракт малоросійських прав» 1767 — збірник систематизованих витягів із правових норм, що діяли у Гетьманщині. Збірник уклав правитель Канцелярії генерал-губернатора Лівобережної України О.Безбородько за безпосереднім розпорядженням президента 2-ї Малоросійської колегії П. Рум'янцева. Призначався для Натальїна, обраного депутатом Комісії законодавчої 1767–1768 від Малоросійської колегії. Виданням "Екстракту малоросійських прав" певною мірою передбачалося відновлення чинності законодавства Гетьманщини і місцевого самоуправління (перед скасуванням гетьманату інституту 1764), зрівняння в правах української козацької старшини й шляхти з російським дворянством. У зв'язку з цим значну увагу було приділено звичаєвому праву, яке діяло в роки визвольної війни середини 17 ст. (див. Національна революція (1648—1676)), але пізніше було звужене старшинською адміністрацією і царським урядом. 
Структурно збірник складається зі вступу, 16 розділів (про головне управління в Малоросії, про суди, про права, про порядок ведення справ у судах, про державні маєтності, про ревізії, про державні прибутки, про комісаріат, про міста, про привілеї шляхти та її маєтки, про переваги духовенства та його маєтності, про "свободи" й угіддя козаків, про урядовців, про артилерію, про "простий народ", про ніжинських греків), Інструкції про суди 1730 та копії Відомостей про чини 1765. Витяги з правових норм подано з урахуванням хронологічної послідовності прийняття відповідних законодавчих актів. У 1786 р. чиновники Правительствуючого Сенату переробили "Екстракт малоросійських прав" – вилучили з нього деякі розділи та натомість доповнили матеріалами про кодифікацію прав в Україні й новими законами 1767–86 (див. "Екстракт із указів, інструкцій та установлень" 1786). Хоча і первинний, і перероблений тексти "Екстракт малоросійських прав" юридично закріплювали закріпачення селян (див. Кріпацтво), однак царський уряд збірник не санкціонував. Оригінал "Екстракту малоросійських прав" зберігається у фондах Російського державного історичного архіву (м. Санкт-Петербург).